# Spirits (Having Flown)
Spirits (Having Flown) is een single van Bee Gees. Het was de laatste single afkomstig van hun studioalbum Spirits Having Flown. Het werd echter uitgegeven ter promotie van hun verzamelalbum Bee Gees Greatest. Het lied werd opgenomen in de Criteria Studios te Miami. In diezelfde geluidsstudio was Chicago bezig met de opnamen van hun album Hot Streets. De blazerssectie van Chicago zou af en toe over wippen, maar niet voor Spirits. Er is wel een fluitist te horen, maar dat is Herbie Mann, een fluitist uit het fusioncircuit. Uiteraard zijn Barry Gibb, Robin Gibb en Maurice Gibb te horen maar daarnaast is ook de vaste toetsenist Blue Weaver duidelijk van de partij.
De B-kant Wind of Change dateerde al van 1975; het verscheen op het album Main Course en ook als B-kant van Jive Talkin'.

## Hitnotering
In tegenstelling tot de wereldhits van de Bee Gees, die soms de eerste plaats haalden in de hitparades, vielen de verkopen tegen. Bijna elke fan van de Bee Gees kocht of het studioalbum of de verzamelaar. In Engeland stond het zeven weken genoteerd met als hoogste plaats 16. In Ierland plaats 14. Na dit bescheiden hitje werd het in Engeland stil rond de hitmachine van de Bee Gees. In 1987 kwamen ze daar terug met You Win Again.

### Nederlandse Top 40
| Positie: | 36 | 35 | 40 | uit |

### NederlandseMega Top 50
| Positie: | 50 | 36 | 46 | 40 | 44 | uit |

### NPO Radio 2 Top 2000
Spirits (Having Flown) stond alleen in 2009 in de NPO Radio 2 Top 2000, op plek 1923.